# Квамаласамуту
Квамаласамуту — село в регіоні Сіпалівіні в Суринамі, де проживав гранман (верховний вождь) північних тірійо. Квамаласамуту є найбільшим селом індіанського племені тірійо і розташоване неподалік від спірного кордону з Гаяною.

## Історія
Село було побудовано в 1971 році через те, що село Алалападу ставало занадто малим. Станом на 2020 рік населення оцінюється в 1100 осіб. У Квамаласамуту є школа, клініка та баптистська церква, а з 2010 року населений пункт має доступ до стільникової мережі. Економіка заснована на дрібному сільському господарстві. Село також є домом для невеликих груп племені Вай Вай. Станом на 2015 рік у Квамаласамуту проживають останні два носії маваянської мови.

## Туризм
Приблизно в 10 кілометрах від Квамаласамуту розсташована пам'ятка археології Верехпай, який складається з печер із петрогліфами доколумбової ери.

## Охорона здоров'я
У Квамаласамуту розташований медичний центр Medische Zending.

## Електроенергія
Як і більшість сіл у Суринамі, Квамаласамуту покладається на дизельні генератори для електроенергії. Уряд безкоштовно надає дизельне паливо для виробництва електроенергії приблизно на 5—6 годин на день. У 1994 році були встановлені сонячні батареї з метою забезпечення електроенергією протягом усього дня, але оціночне дослідження, проведене в 2013 році, показало, що відсутність технічного обслуговування означало, що жодна з систем, встановлених у 1994 році, не працювала у 2013 році. Натомість люди використовували панелі з 1994 року, які все ще працювали для їхніх власних систем, а деякі власноруч інвестували в додаткові панелі. Розробляються нові проєкти для забезпечення електрикою в селі гібридним способом, причому дизельні генератори беруть на себе виробництво вночі.

## Транспорт
До Квамаласамуту можна дістатися на човні по річці Сіпалівіні або на літаку, використовуючи злітно-посадкову смугу Квамеласемото, яка пропонує регулярні рейси до та з Парамарібо.